# Siergiej Żukow
Siergiej Pietrowicz Żukow (ros. Сергей Петрович Жуков; ur. 23 listopada 1975 w Nowosybirsku) – rosyjski hokeista, reprezentant Rosji.

## Kariera
- Sibir Nowosybirsk (1992–1993)
- Jarinterkom Jarosław (1993)
- Torpedo 2 Jarosław (1993–1996, 1998/2000)
- Torpedo Jarosław (1994–2000)
- Łokomotiw Jarosław (2000–2011)
- Łokomotiw 2 Jarosław (2004/2005)

Wychowanek Sibiru Nowosybirsk. Od 1993 przeniósł się do Jarosławia i tam kontynuował swoją karierę przez kilkanaście kolejnych lat. W barwach tamtejszego Torpedo, a od 2000 Łokomotiwu rozegrał łącznie 19 sezonów, w tym 988 meczów (uzyskał w nich 105 punktów za 23 gole i 82 asysty). W trakcie kariery poprawił rekordy ligowe w liczbie występów w lidze rosyjskiej (wówczas 959) i w meczach fazy play-off (162 - w sezonie KHL (2012/2013) pobił go Kanstancin Kalcou). Z drużyną zdobył wszystkie trofea i sukcesy w najnowszej historii klubu, liczone aż do tragicznej katastrofy lotniczej w 2011 na początku sezonu KHL (2011/2012) - Żukow zakończył karierę dwa miesiące wcześniej, w lipcu 2011.
Uczestniczył w turniejach mistrzostw świata w 1998, 2001, 2002, 2006 oraz zimowych igrzysk olimpijskich 2006.

## Sukcesy
Reprezentacyjne
- Srebrny medal mistrzostw świata: 2002

Klubowe
- Złoty medal mistrzostw Rosji: 1997, 2002, 2003
- Srebrny medal mistrzostw Rosji: 2008, 2009
- Brązowy medal mistrzostw Rosji: 1998, 1999, 2005, 2011
- Drugie miejsce w Pucharze Kontynentalnym: 2003
- Pierwsze miejsce w Dywizji Charłamowa: 2009

Indywidualne
- Superliga rosyjska w hokeju na lodzie (2003/2004):
  - Nagroda Dżentelmen na Lodzie dla obrońcy
- KHL (2009/2010):
  - Piąte miejsce w klasyfikacji +/- w fazie play-off: +10
  - Nagroda Dżentelmen na Lodzie dla obrońcy

Wyróżnienie
- Zasłużony Mistrz Sportu Rosji w hokeju na lodzie: 2002